# Ki Hadjar Dewantara
Ki Hadjar Dewantara (Pakoealaman, 2 mei 1889 - Jogjakarta, 28 april 1959), geboren onder de naam raden mas Soewardi Soerjaningrat, was een pionier in de strijd om educatie voor Indonesiërs.
Tijdens het Nederlandse bewind over Indonesië was onderwijs een luxe die slechts beschikbaar werd gesteld voor kinderen en familieleden van koloniale ambtenaren. De enkele Indonesiërs die toegelaten werden op deze scholen, kwamen van rijke of invloedrijke families. Ki Hadjar Dewantara was een van hen, uit de kraton van Jogjakarta. Op latere leeftijd deed hij afstand van zijn koninklijke titel (Raden Mas) en veranderde hij zijn naam in Ki Hadjar Dewantara, om beter vrijelijk met mensen te kunnen omgaan.

## Partai Indonesia

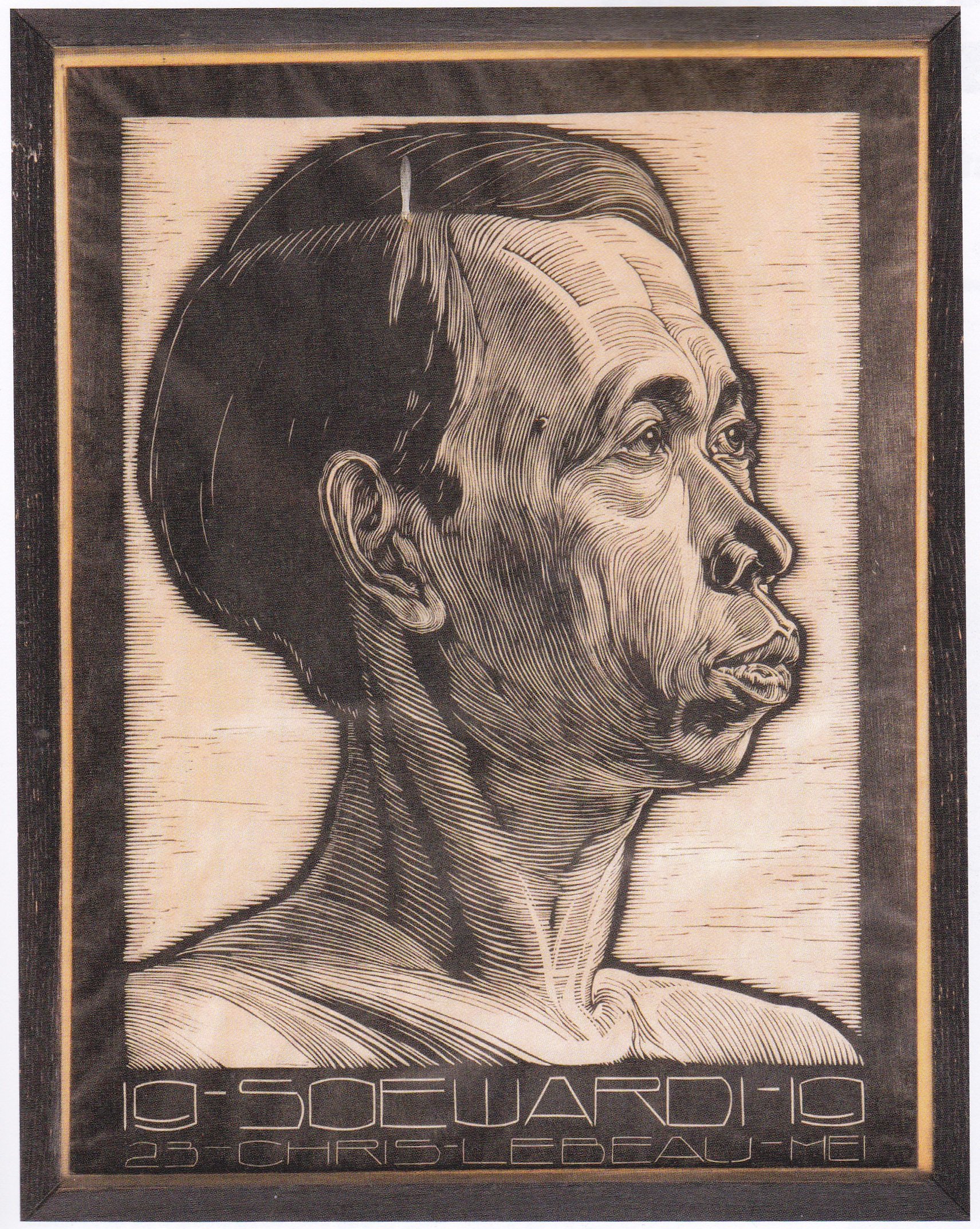
Ki Hadjar Dewantara door Chris Lebeau (1919)

Ki Hadjar Dewantara was bekend vanwege zijn kritiek op het Nederlandse koloniale regime. Zijn werken gingen veelal over de exploitatie van natuurlijke hulpbronnen en menselijk kapitaal en over ongelijkheid en discriminatie.
In december 1912 richtte hij de Indische Partij op samen met Ernest Douwes Dekker (1879-1950), die zichzelf later Setiaboeddhi noemde, en Tjipto Mangoenkoesoemo (1886-1943). De partij streefde naar volledige onafhankelijkheid van Indonesië.
Op 20 juli 1913 publiceerde hij 'Als ik eens Nederlander was', een hevig protest tegen de plannen van de Nederlandse koloniale regering om Nederlands 100-jarige onafhankelijkheid van Frankrijk te vieren en alle 'inlanders' aan deze viering te laten meebetalen. Zijn geschrift, dat zeer sarcastisch van toon was, werd door Douwes Dekker gepubliceerd in de krant De Expres. Ki Hadjar Dewantara vertaalde de Nederlands tekst in het Maleis en verspreidde die vertaling zo breed mogelijk onder Indonesiërs. De koloniale regering reageerde daarop door Ki Hadjar Dewantoro te verbannen naar de Banda-eilanden, zonder hem eerst te berechten. Toen Douwes Dekker en Tjipto Mangunkusumo zich keerden tegen deze beslissing, werden ook zij verbannen naar de Banda-eilanden op beschuldiging van 'provocatie en manipulatie van Indonesiërs om te vechten tegen de Nederlandse kolonialen'.
De koloniale regering kwam tegemoet aan hun verzoek om hun 'straf' door te brengen in Nederland. Daar werd Tjipto ziek en hij mocht terugkeren naar Indonesië.

## Taman Siswa scholen

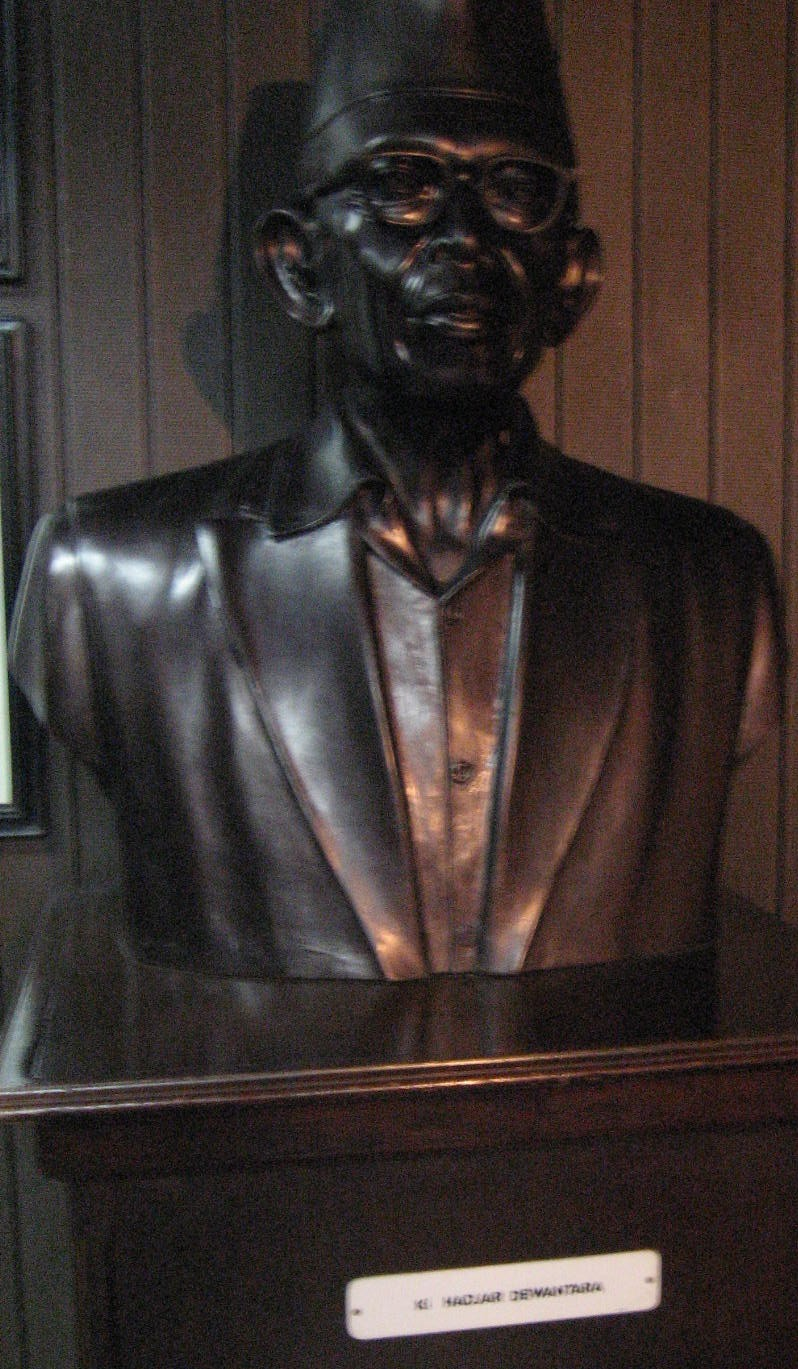
Buste van Ki Hajar Dewantara, Indonesische onderwijspionier

Ki Hadjar Dewantara verdiepte zich tijdens zijn verblijf in Nederland intensief in educatie en onderwijs; onder meer in de onderwijstheorieën van Maria Montessori en Rabindranath Tagore. In 1918 kwam hij terug naar Indonesië en op 3 juli 1922 richtte hij, ondanks politieke beperkingen, Taman Siswa op, een organisatie ter promotie van nationale educatie. Taman Siswa ('Tuin der leerlingen') richtte zich sterk op nationalisme en op de onafhankelijkheidsstrijd van Indonesië. Ondanks tegenstand van de koloniale regering, die vreesde voor hierdoor aanwakkerende politieke onrust onder de inheemse bevolking, werden binnen 8 jaar 40 Taman Siswa scholen geopend, waaronder 3 in Oost-Sumatra en 4 in Oost- en Zuid-Kalimantan, met in totaal 5140 leerlingen. In de late dertiger jaren waren er 207 Taman Siswa scholen. Al onderwijzend en het instituut besturend ging Ki Hadjar Dewantara door met het produceren van geschriften, waarbij hij geleidelijk overstapte van politieke naar educatieve thema's.

## Minister

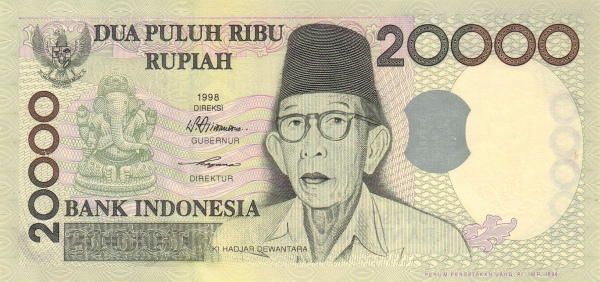
Bankbiljet van Indonesië in omloop van 1998 tot 2005

Tijdens de Japanse bezetting van Nederlands-Indië stonden de Japanners positief tegenover educatie en nationalisme voor de Indonesiërs. Taman Siswa zette zijn werk voort. Ki Hadjar Dewantara was in deze periode onder meer lid van het Onderzoekscomité ter voorbereiding op de Indonesische onafhankelijkheid (BPUPK) en het Voorbereidend Comité voor de Indonesische Onafhankelijkheid (PPKI). Na het uitroepen van de Indonesische onafhankelijkheid door Soekarno en Mohammad Hatta op 17 augustus 1945, werd Ki Hadjar Dewantara op 19 augustus benoemd tot de eerste minister van onderwijs van Indonesië. Hij diende in het Kabinet Presidensial.
Ki Hadjar Dewantara is benoemd tot Nationale held van Indonesië. Sindsdien is 2 mei, de geboortedag van Ki Hadjar Dewantara, de 'nationale dag van onderwijs' in Indonesië.